# Vicente Serafín Gómez Salvo
Vicente Gómez Salvo (Borja 1862- Zaragoza 1937) fue un médico ginecólogo español jefe de la maternidad provincial de Zaragoza. Introdujo medidas médicas y sociales  desde el punto de vista ginecológico y de atención a los niños abandonados de la provincia.

## Trayectoria profesional
Nació en el municipio de Borja en la provincia de Zaragoza. Comenzó los estudios de Medicina en la Universidad de Zaragoza terminando la carrera en la Universidad de Madrid con premio extraordinario.

En 1894 obtuvo la plaza de jefe de la Maternidad Provincial de Zaragoza, donde introdujo importantes reformas ginecológicas y en la atención de niños abandonados. 
En 1902 se doctoró en la Universidad de Madrid. y en 1930 fue elegido Académico de la Real Academia de Medicina de Zaragoza llegando a ser vicepresidente en 1932.
Falleció en Zaragoza en 1937 y la ciudad  le dedicó una calle.

## Publicaciones
Publicó centenares de artículos periodísticos que contribuyeron a  difundir medidas médico higiénicas entre la población.
Historia Sanitaria de Zaragoza y Birth-control y eugenesia: el método de Ogino fueron sus principales discursos en la Real Academia de Medicina de Zaragoza.